# Євробачення юних музикантів
Євроба́чення юних музика́нтів (англ. Eurovision Young Musicians) — це конкурс класичної музики який проводиться раз на два роки і в якому беруть участь учасники з різних країн Європи які на момент проведення конкурсу мають вік від 13 до 20 років. Брати участь у конкурсі дозволяється лише країнам, які є повноправними членами Європейської мовної спілки. Перший конкурс «Євробачення Юних Музикантів» відбувся 11 травня 1982 року в Манчестері (Велика Британія) і в ньому брало участь 6 країн. Першим переможцем конкурсу став представник ФРН Markus Pawlik.

## Правила конкурсу
1. Країну-організатора конкурсу Європейська мовна спілка обирає на засіданні організаційної ради конкурсу. На засіданнях організаційної ради конкурсу, які проводяться до призначеної дати фіналу конкурсу, затверджуються головна арена, візуальний дизайн (логотип) та інші організаційні моменти;
2. Право брати участь у конкурсі мають країни, які є повноправними членами Європейської мовної спілки;
3. Прийом заявок від країн на участь у конкурсі відбувається до дати, встановленої Європейською мовною спілкою;
4. Після офіційної подачі заявки на участь, країна-учасник конкурсу повинна провести відкритий або закритий національний відбір (Закритий Національний Відбір — національна телерадіокомпанія країни-учасниці сама призначає представника на конкурс; Відкритий Національний Відбір — представник країни на конкурсі обирається шляхом телеголосування);
5. Країна-учасник конкурсу повинна провести національний відбір до дати встановленої Європейською мовною спілкою (ЄМС);
6. Переможця конкурсу визначає журі;
7. Право транслювати конкурс мають країни-учасники конкурсу та країни, яким Європейська мовна спілка надасть право на трансляцію.

## Формат конкурсу
Починаючи з 2008 року конкурс складається з півфіналу та фіналу. 7 країн з півфіналу за результатами голосування журі стають учасниками фіналу конкурсу. Переможець конкурсу у фіналі визначається шляхом голосування журі.

## Історія

### Країни-учасниці
| Рік  | Дебют                                                       |
| ---- | ----------------------------------------------------------- |
| 1982 | Австрія, Велика Британія, Норвегія, Франція, ФРН, Швейцарія |
| 1984 | Нідерланди, Фінляндія                                       |
| 1986 | Югославія                                                   |
| 1988 | Італія                                                      |
| 1990 | Бельгія                                                     |
| 1992 | Данія, Іспанія, Польща                                      |
| 1994 | Естонія, Латвія, Угорщина, Хорватія, Швеція                 |
| 1998 | Словаччина, Словенія                                        |
| 2000 | Росія                                                       |
| 2002 | Греція, Чехія                                               |
| 2006 | Румунія                                                     |
| 2008 | Україна                                                     |
| 2010 | Білорусь, Кіпр                                              |
| 2012 | Боснія і Герцеговина, Вірменія, Грузія                      |
| 2014 | Мальта, Молдова                                             |
| 2016 | Сан-Марино                                                  |
| 2018 | Албанія                                                     |

| Рік  | Відмова від участі                                                               |
| ---- | -------------------------------------------------------------------------------- |
| 1984 | Норвегія                                                                         |
| 1986 | Австрія, Нідерланди, ФРН                                                         |
| 1988 | Франція, Швейцарія, Югославія                                                    |
| 1990 | Велика Британія, Італія, Норвегія, Фінляндія                                     |
| 1992 | Нідерланди, Франція, ФРН                                                         |
| 1994 | Австрія, Бельгія, Іспанія, Норвегія, Польща                                      |
| 1996 | Велика Британія, Данія, Угорщина, Фінляндія, Хорватія, Швеція                    |
| 1998 | Естонія, Німеччина, Норвегія, Польща, Франція, Швейцарія                         |
| 2000 | Велика Британія, Латвія, Словаччина, Словенія, Хорватія, Швеція                  |
| 2002 | Нідерланди, Норвегія, Росія, Угорщина, Фінляндія, Франція                        |
| 2004 | Велика Британія, Греція, Словенія, Чехія                                         |
| 2006 | Естонія, Німеччина, Польща                                                       |
| 2008 | Австрія, Румунія, Швейцарія, Швеція                                              |
| 2010 | Фінляндія, Україна                                                               |
| 2012 | Велика Британія, Кіпр, Румунія, Росія, Швеція                                    |
| 2014 | Білорусь, Боснія і Герцеговина, Вірменія, Грузія, Україна                        |
| 2016 | Греція, Молдова, Нідерланди, Португалія                                          |
| 2018 | Австрія                                                                          |
| 2020 | Албанія, Бельгія, Велика Британія, Ізраїль, Іспанія, Росія, Сан-Марино, Угорщина |
| 2022 | Греція, Естонія, Мальта, Словенія, Україна                                       |
| 2024 | Хорватія                                                                         |

| Рік  | Повернення                                                         |
| ---- | ------------------------------------------------------------------ |
| 1988 | Австрія, Норвегія, ФРН                                             |
| 1990 | Нідерланди, Франція                                                |
| 1992 | Велика Британія, Норвегія, Фінляндія                               |
| 1994 | Швейцарія                                                          |
| 1996 | Австрія, Німеччина, Норвегія, Польща, Франція                      |
| 1998 | Велика Британія, Фінляндія, Хорватія, Швеція                       |
| 2000 | Нідерланди, Норвегія, Польща, Угорщина, Франція                    |
| 2002 | Велика Британія, Німеччина, Словенія, Хорватія                     |
| 2004 | Естонія, Норвегія, Росія, Швейцарія                                |
| 2006 | Велика Британія, Швеція                                            |
| 2008 | Греція, Нідерланди, Словенія, Фінляндія                            |
| 2010 | Австрія, Німеччина, Польща, Румунія, Хорватія, Чехія, Швеція       |
| 2012 | Україна                                                            |
| 2014 | Португалія , Угорщина, Швеція                                      |
| 2018 | Бельгія, Велика Британія, Греція, Естонія, Ізраїль, Іспанія, Росія |
| 2020 | Україна                                                            |
| 2022 | Австрія, Бельгія, Франція                                          |
| 2024 | Вірменія, Сербія, Швейцарія                                        |

### Переможці
| Рік  | Переможець        | Учасник                   | Друге місце       | Третє місце       | Дата           | Арена                       | Країна та місто           |
| ---- | ----------------- | ------------------------- | ----------------- | ----------------- | -------------- | --------------------------- | ------------------------- |
| 1982 | ФРН               | Markus Pawlik             | Франція           | Швейцарія         | 11 травня 1982 | Free Trade Hall             | Велика Британія Манчестер |
| 1984 | Нідерланди        | Isabelle Van Keulen       | Фінляндія         | Велика Британія   | 22 травня 1984 | Victoria Hall               | Швейцарія Женева          |
| 1986 | Франція           | Sandrine Lazarides        | Швейцарія         | Фінляндія         | 27 травня 1986 | невідомо                    | Данія Копенгаген          |
| 1988 | Австрія           | Julian Rachlin            | Норвегія          | Італія            | 31 травня 1988 | Concertgebouw               | Нідерланди Амстердам      |
| 1990 | Нідерланди        | Nick van Oosterum         | ФРН               | Бельгія           | 29 травня 1990 | Musikverein                 | Австрія Відень            |
| 1992 | Польща            | Bartłomiej Nizioł         | Іспанія           | Бельгія           | 9 червня 1992  | Cirque Royal                | Бельгія Брюссель          |
| 1994 | Велика Британія   | Natalie Clein             | Латвія            | Швеція            | 14 червня 1994 | Philharmonic Concert Hall   | Польща Варшава            |
| 1996 | Німеччина         | Julia Fischer             | Австрія           | Естонія           | 12 червня 1996 | невідомо                    | Португалія Лісабон        |
| 1998 | Австрія           | Lidia Baich               | Хорватія          | Велика Британія   | 4 червня 1998  | невідомо                    | Австрія Відень            |
| 2000 | Польща            | Stanislaw Drzewiecki      | Фінляндія         | Росія             | 15 червня 2000 | Grieg Hall                  | Норвегія Берген           |
| 2002 | Австрія           | Dalibor Karvay            | Велика Британія   | Словенія          | 19 червня 2002 | Konzerthaus                 | Німеччина Берлін          |
| 2004 | Австрія           | Alexandra Soumm           | Німеччина         | Росія             | 27 травня 2004 | Culture and Congress Centre | Швейцарія Люцерн          |
| 2006 | Швеція            | Andreas Brantelid         | Норвегія          | Росія             | 12 травня 2006 | Ратгаусплац                 | Австрія Відень            |
| 2008 | Греція            | Dionysios Grammenos       | Фінляндія         | Норвегія          | 9 травня 2008  | Ратгаусплац                 | Австрія Відень            |
| 2010 | Словенія          | Eva Nina Kozmus           | Норвегія          | Росія             | 14 травня 2010 | Ратгаусплац                 | Австрія Відень            |
| 2012 | Норвегія          | Ейвінд Холтсмарк Рінгстад | Австрія           | Вірменія          | 11 травня 2012 | Ратгаусплац                 | Австрія Відень            |
| 2014 | Австрія           | Зію Хе                    | Словенія          | Угорщина          | 31 травня 2014 | Кельнський собор            | Німеччина Кельн           |
| 2016 | Польща            | Лукаш Дичко               | Чехія             | Австрія           | 3 вересня 2016 | Кельнський собор            | Німеччина Кельн           |
| 2018 | Росія             | Іван Бессонов             | Словенія          | Невідомо          | 23 серпня 2018 | Usher Hall                  | Велика Британія Единбург  |
| 2020 | Конкурс відмінено | Конкурс відмінено         | Конкурс відмінено | Конкурс відмінено | 21 червня 2020 | Площа короля Томислава      | Хорватія Загреб           |
| 2022 | Чехія             | Даніель Матейча           | Німеччина         | Норвегія          | 23 липня 2022  | The Corum                   | Франція Монпельє          |
| 2024 | Австрія           | Леонхард Баумгартнер      | Швеція            | Німеччина         | 17 серпня 2024 | Stormen Concert Hall        | Норвегія Буде             |